# Buckhead
Buckhead és una població dels Estats Units a l'estat de Geòrgia. Segons el cens del 2008 tenia 223 habitants.

## Demografia
Segons el cens del 2000, Buckhead tenia 205 habitants, 68 habitatges, i 55 famílies. La densitat de població era de 98,9 habitants per km².
Dels 68 habitatges en un 41,2% hi vivien nens de menys de 18 anys, en un 67,6% hi vivien parelles casades, en un 11,8% dones solteres, i en un 19,1% no eren unitats familiars. En el 14,7% dels habitatges hi vivien persones soles el 5,9% de les quals corresponia a persones de 65 anys o més que vivien soles. El nombre mitjà de persones vivint en cada habitatge era de 3,01 i el nombre mitjà de persones que vivien en cada família era de 3,36.
Per edats la població es repartia de la següent manera: un 32,7% tenia menys de 18 anys, un 6,8% entre 18 i 24, un 30,7% entre 25 i 44, un 22% de 45 a 60 i un 7,8% 65 anys o més.
L'edat mediana era de 32 anys. Per cada 100 dones de 18 o més anys hi havia 100 homes.
La renda mediana per habitatge era de 35.208 $ i la renda mediana per família de 36.458 $. Els homes tenien una renda mediana de 30.179 $ mentre que les dones 19.432 $. La renda per capita de la població era de 13.253 $. Entorn del 18,4% de les famílies i el 22,8% de la població estaven per davall del llindar de pobresa.

## Poblacions més properes
El següent diagrama mostra les poblacions més properes.